# عبدالله خدابنده
عبدالله خدابنده (۶ شهریور ۱۳۱۵ – ۱۸ دسامبر ۲۰۱۹) کشتی‌گیر اهل ایران بود. او در وزن ۵۷ کیلوگرم سبک‌وزن آزاد مردان در کنار غلامرضا تختی، عبدالله موحد، منصور مهدی‌زاده و محمدعلی صنعت‌کاران در بازی‌های المپیک تابستانی ۱۹۶۴ شرکت کرد.